# 先住民作業部会
先住民作業部会 (せんじゅうみんさぎょうぶかい 英： Working Group on Indigenous Populations 略称： WGIP) は、かつて国際連合に存在した補助機関のひとつである。1982年に国際連合人権委員会の主要な下部組織である国際連合人権促進保護小委員会の6つの作業部会の一つとして設立されたが、2006年に廃止された。
WGIPは以下の使命を帯びていた。
- 先住民の人権及び基本的な自由の促進と保護について、進展状況を評価すること
- 先住権に関する国際的な標準の進歩について注意を喚起すること

国際連合人権理事会の設立に伴い、廃止された国際連合人権委員会の下部組織であるこの作業部会の役割も見直しにさらされた。いくつかの政府は、この作業部会は国連先住民族常設フォーラム (UN Permanent Forum on Indigenous Issues, UNPFII) と活動が重複しており、そのため廃止されるべきであると主張した。それに対し、先住民族とNGOはUNPFIIは人権機関ではなく、この作業部会だけが、国際連合機関のなかで、先住民族の人権に関する標準の策定を専門に取り扱っていると指摘した。
最終的に、この作業部会は廃止され、先住民族の権利に関する専門家助言機関（Expert Mechanism on the Rights of Indigenous Peoples 最初の会合が2008年9月29日から10月3日までジュネーブで開催された）によって置き換えられた。